# WCW SuperBrawl Wrestling
Cet article concerne le jeu vidéo. Pour l'évènement de catch, voir WCW SuperBrawl.
WCW Super Brawl Wrestling est un jeu vidéo de catch professionnel commercialisé sur console SNES en 1994. Troisième jeu vidéo basé sur la World Championship Wrestling (WCW), le titre vient du pay-per-view du même nom, SuperBrawl. Il s'agit du seul jeu vidéo WCW à être commercialisé sur Super Nintendo, et le dernier à être développé par FCI.

## Système de jeu
Le système de jeu prend place en perspective ¾. Chaque catcheur partage les mêmes mouvements, à l'exception de leurs prises de finition. Chaque personnage peuvent effectuer des suplexes, un backbreaker, un tombstone piledriver, un atomic drop, et une variété de coups de poing, coups de pied et coups de genou. Les modes incluent en solo, en tag team, match à 1 contre 8, un tag-team à 4, et le « Ultimate Challenge, » dans lequel le joueur se doit de gagner contre chaque autres personnages du jeu.

## Accueil
GamePro attribue à WCW SuperBrawl Wrestling une note moyenne de 3,5 sur 5. AllGame attribue une note de 2 étoiles sur 5.